# Pozdrowienie ołtarza
Pozdrowienie ołtarza – oddanie czci ołtarzowi, stanowiącemu symbol Chrystusa, przez kapłana, jako reprezentanta ludu. Obrzęd ten ma miejsce podczas mszy w części zwanej obrzędami wstępnymi. Symbolika tej czynności związana jest z poglądami św. Ambrożego. 
Tak o oddaniu czci ołtarzowi traktuje Ogólne wprowadzenie do mszału rzymskiego: „Po przyjściu do prezbiterium kapłan, diakon i usługujący oddają cześć ołtarzowi przez głęboki ukłon. Na znak czci kapłan oraz diakon całują ołtarz; kapłan według uznania okadza krzyż i ołtarz”. Pozdrowienie ołtarza przebiega więc w trzech etapach:
1. Pokłon – jest to głębokie pochylenie tułowia. Wyraża uniżenie względem Chrystusa i szacunek dla ołtarza, który Go symbolizuje.
2. Ucałowanie ołtarza – zwyczaj ten przyjęli chrześcijanie ze zwyczajów pogańskich. Poganie bowiem całowali ołtarz, próg świątyni czy stół rodzinny by podkreślić swój szacunek względem tych obiektów[potrzebny przypis]. W chrześcijaństwie zwyczaj całowania ołtarza rozpowszechnił się w IV wieku[potrzebny przypis]. Oprócz szacunku dla symbolizowanego przez ołtarz Chrystusa często widziano w nim również hołd dla leżącej na ołtarzu księgi Ewangelii oraz znajdujących się w mensie ołtarzowej relikwii męczenników. Papież Innocenty III widział w tym zwyczaju powitanie Chrystusa, w osobie kapłana, z Kościołem, symbolizowanym poprzez relikwie[potrzebny przypis]. Kapłan może ucałować ołtarz kładąc nań obie ręce, diakon zaś dokonuje tej czynności ze złożonymi rękami[potrzebny przypis].
3. Okadzenie – czynność fakultatywna, jednak zaleca się jej stosowanie podczas ważniejszych uroczystości. Pierwsze wzmianki o tym zwyczaju pochodzą z IX wieku[potrzebny przypis]. Obecnie ołtarz okadza się najczęściej poprzez obejście go z dymiącą kadzielnicą. Tam, gdzie nie można obejść go wokół, okadza się najpierw jego prawą, a potem lewą stronę[2]. Podczas okadzania ołtarza okadza się również krzyż ołtarzowy. Wyraża to wiarę, że msza jest tą samą ofiarą, którą Chrystus złożył na drzewie Krzyża.